# Trolistni čvorni sklop
Trolistni čvorni sklop je proteinsko savijanje u kome je proteinska osnova savijena u obliku trolistnog čvora. "Plitki" čvorovi u kojima rep polipeptidnog lanca prolazi kroz petlju sa samo nekoliko ostataka su retki, dok su "duboki" čvorovi kod kojih mnogi ostaci prolaze kroz petlju ekstremno retki. Duboki trolistni čvorovi su prisutni u SPOUT superfamiliji u kojoj su metiltransferazni proteini koji učestvuju u posttranskriptionim RNK modifikacijama kod sva tri domena živih bića, uključujući  bakteriju Thermus thermophilus  i  proteine kod arheja i eukariota^ .